# Očkov
Očkov (Hongaars: Ocskó) is een Slowaakse gemeente in de regio Trenčín, en maakt deel uit van het district Nové Mesto nad Váhom.
Očkov telt 465 inwoners.